# アランデル城
アランデル城（アランデルじょう、Arundel Castle）は、イングランド、ウェスト・サセックス州アランデルにある中世の城。1067年にロジャー・ド・モンゴメリーによって建てられた。彼はウィリアム征服王によって初代アランデル伯爵となった。その後17世紀のイングランド内戦によって被害を受けたが、18世紀と19世紀に第11代ノーフォーク公爵によって修理された。
建造された11世紀からアランデル伯爵の居城であり、さらに400年以上にわたってノーフォーク公爵の居城である。第I級指定建造物に指定されている。

## 建造

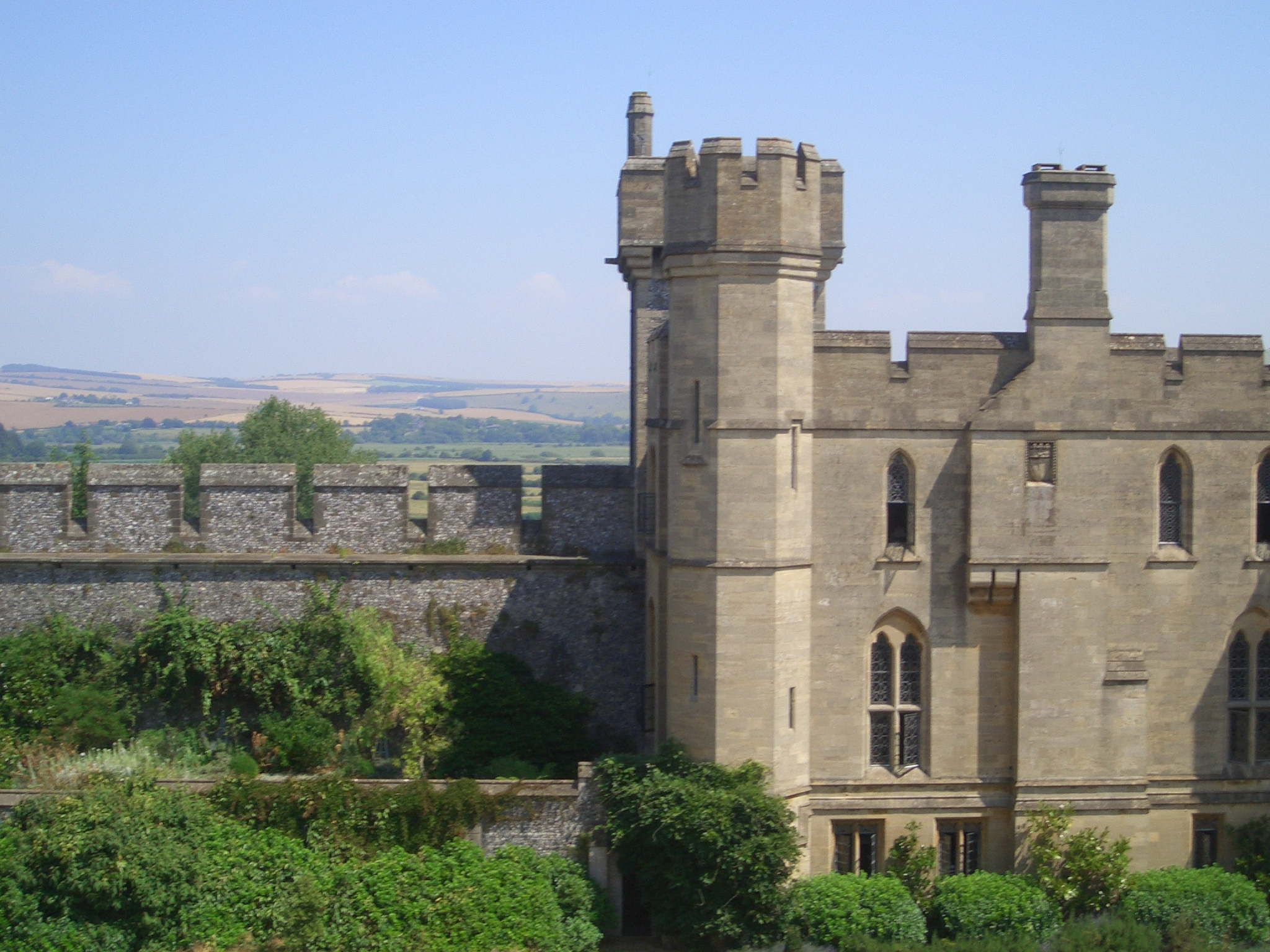
古い壁と新しい壁の境目

原型はモット・アンド・ベーリーで建造されていた。ロジャー・ド・モンゴメリーは、国王から数百の荘園を含む大規模な資産の一部としてこの土地を与えられ、初代アランデル伯爵となった。
ウィリアム征服王の従兄弟であるロジャーは、ウィリアムがイングランドを離れている間、ノルマンディーを守るために滞在していた。ウィリアムはその忠誠心に報い、ロジャーにウェルス・マーチや国中の広大な土地と、サセックスの5分の1（アランデル・レイプ）を与えた。なお他の理由により、一般的に認められているアランデル伯爵の称号の最初の誕生は1138年のウィリアム・ド・オービニーによるものであり、1155年に確認されている。
ロジャー・ド・モンゴメリーの死後、城はヘンリー1世の下で王家に返還されたが、王は遺言でアランデル城と付属の土地を2番目の妻であるアデライザ・オブ・ルーヴァンに残した。ヘンリーの死から3年後の1138年、彼女は初代アランデル伯爵ウィリアム・ド・オービニーと結婚した。

## 中世における改修

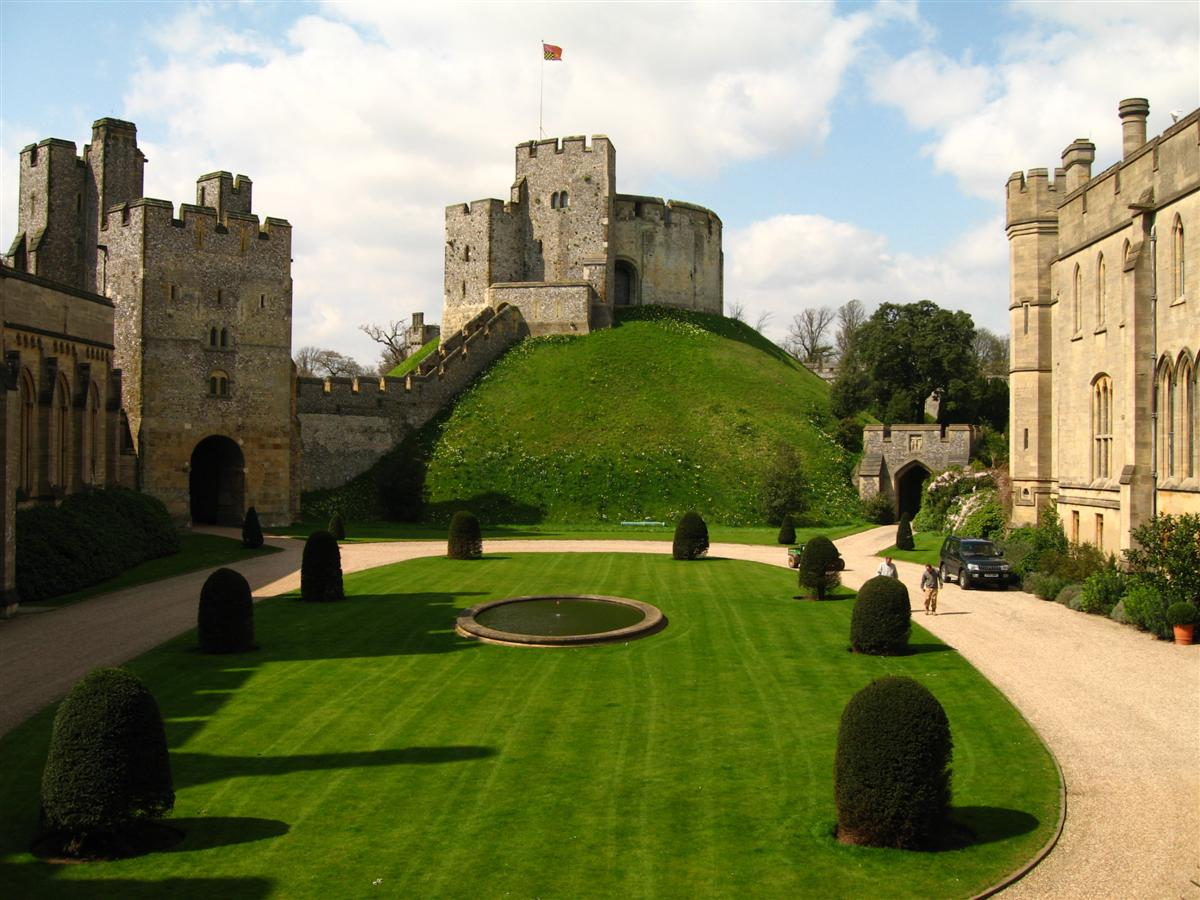
ノルマン様式のモット

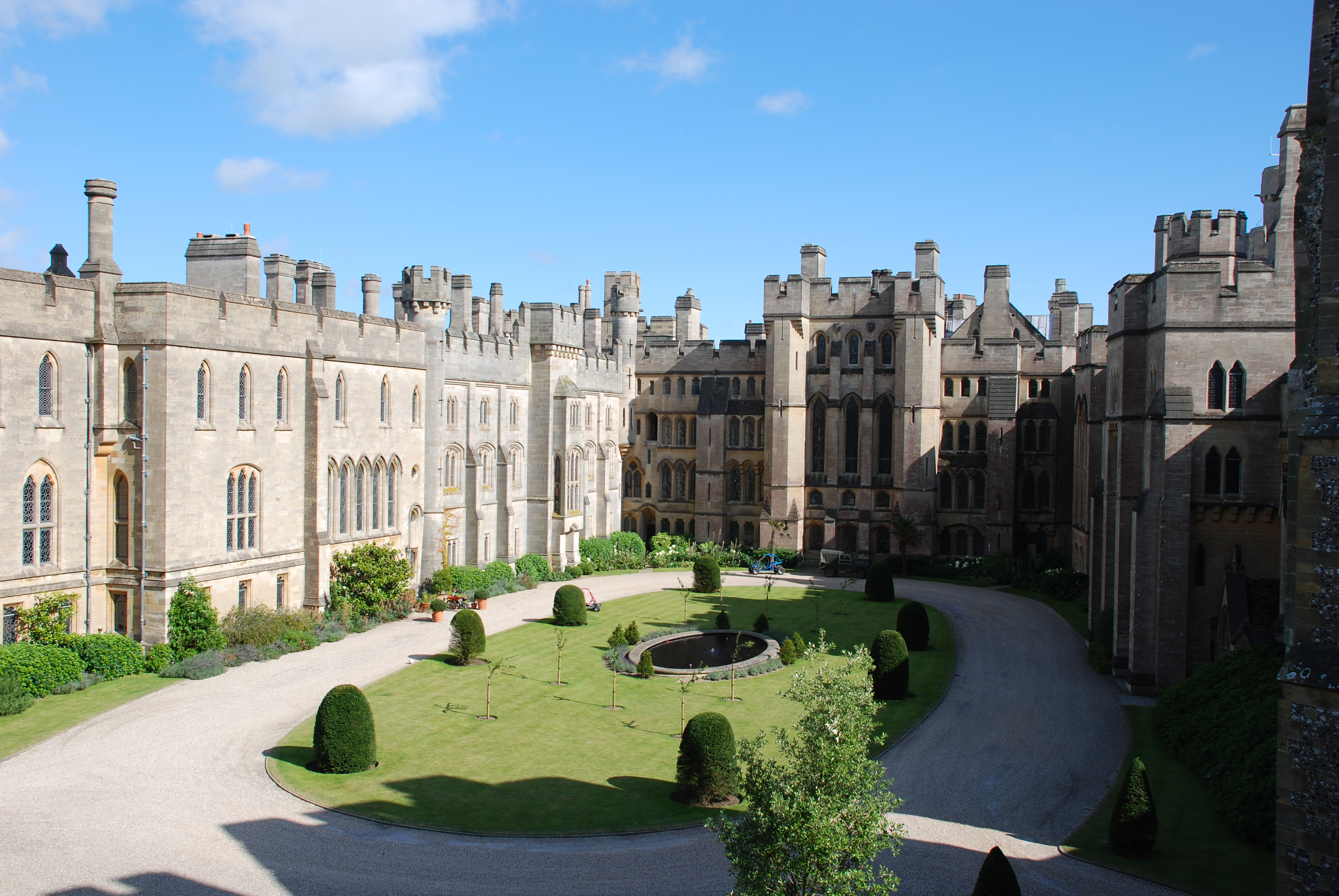
中庭

1138年から今日まで、アランデル城とアランデル伯爵家は、数代を除いて直系の男子に相続され、王室への一時的な接収は2、3度しかなかった。オービニー家が最初にこの城を取得して以来、段階的な改修が加えられ、城は現代の要件に合わせて再構築されてきた。
1139年、神聖ローマ皇后のマティルダは、イングランドの王位継承権を主張するためアランデルに滞在するようスティーブン王に招待された。その際彼女とその侍女の宿泊用に建物が建てられ、現代まで残っている。
1176年に初代アランデル伯爵ウィリアム・ド・オービニーが亡くなり、アランデル城はヘンリー2世のもとで王家に返還された。そして、ヘンリー2世は莫大な費用を投じてこの城を改築した。ヘンリー2世が亡くなると、城は彼の息子であり相続人であるリチャード1世の所有物となり、リチャード1世はこの城を第3代アランデル伯爵ウィリアム・ド・オービニーに譲渡した。オービニー家直系の最後は、1243年に若くして亡くなった第5代アランデル伯爵ヒュー・ド・オービニーだった。その後彼の妹で相続人のイザベル・ド・オービニーがジョン・フィッツアランと結婚すると、彼が6代伯となって城を相続した。フィッツアラン家は1580年まで連綿と続く男系家族であったが、2度にわたって一時的に領地を奪われた。
1272年に第7代アランデル伯爵ジョン・フィッツアランが死亡すると、当時5歳だった息子のリチャード・フィッツアランが第8代アランデル伯爵として城と領地を相続した。その13年後、国王エドワード1世は8代伯に対して年に2度、祭を開き課税する権利を与えた。これにより、老朽化していた城の修理が可能になった。
十分な資金が手に入った8代伯は井戸に塔をたて、本丸への入り口を再建した。しかし彼の息子である第9代アランデル伯爵エドマンド・フィッツアランは国王エドワード2世への謀反に加担したことで処刑され、アランデル城は王室に没された上でエドワード2世の6男である初代ケント伯爵エドモンド・オブ・ウッドストックへ渡された。しかし彼も王妃イザベラとその恋人モーティマーによって処罰され、その妻と子供たちはアランデル城に軟禁された。結局アランデル城とその称号はフィッツアラン家に返還された。
第10代アランデル伯爵リチャード・フィッツアランは、エドワード3世とその息子エドワード黒太子らと共にクレシーの戦いを戦った。またリチャードはフィッツアラン教会の建築を命じ、この教会は彼の死後に完成した。彼の娘アリス・フィッツアランは第2代ケント伯爵トーマス・ホランドと結婚した。トーマスの母親ジョアンは幼少期にアランデル城で軟禁生活を送っている。
第11代アランデル伯爵リチャード・フィッツアランは国王リチャード2世から酷い仕打ちを受けた。王妃アン・オブ・ボヘミアの葬儀の際にはアランデル伯が遅刻し、また早退を申し出たことで国王から殴られた。アランデル伯の策略に嫌気がさした国王は、彼を処刑した上でその財産を異父兄である初代エクセター公爵ジョン・ホランドに与えた。しかしホランドも国王ヘンリー4世に処刑されたため、領地は再びフィッツアラン家の元に帰ってきた。12代目アランデル伯トマス・フィッツアランはポルトガル王ジョアン1世の娘と結婚し、その結婚式を祖父が建築を命じたフィッツアラン教会で挙げた。
その後フィッツアラン家の直系男子は第19代アランデル伯爵ヘンリー・フィッツアランの死によって途絶え、その娘であるメアリーと結婚した第4代ノーフォーク公爵トマス・ハワードがアランデルの城と領地を受け継いだ。ただこのトマス・ハワードもスコットランド女王メアリーとの結婚を画策したことで処刑され、アランデル城と領地は再び王室に没収された。ただ、その後アランデル城は再びハワード家に返却されている。

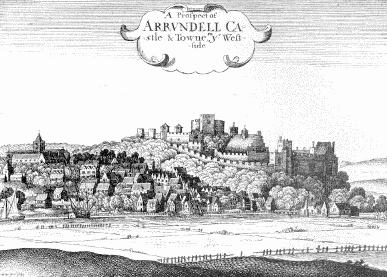
アランデル城と城下町（1644年）

## イングランド内戦による破壊
第一次イングランド内戦中の1643年、アランデル城包囲戦が行われた。城の中には1万人の騎士党員が18日間立て篭もって抗戦した。その後1653年に議会が城の解体を命じたが、一説によると天気による破壊の方が大きいのではと言われている。

## 修復工事
アランデル城はハワード家に相続されたが、彼らのほとんどはロンドンにあるノーフォーク邸を好んで利用した。
そんな中、第11代ノーフォーク公爵チャールズ・ハワードはこの城に住もうと考え、1787年から数年かけて改修工事を行った。その後も複数回改修があったが、図書館だけはこの時の改修工事の姿のまま残されている。
現在、スワンボーン湖の上の丘に建つフォリーは、建築家・建設家としての能力を証明するために、フランシス・ハイオーンが公爵に依頼して建てたものである。彼は、1815年に亡くなる直前に、アランデル城でマグナ・カルタ締結600周年を祝う大規模なパーティーを開催した。

## 1846年の行幸
1846年、ヴィクトリア女王とその夫アルバートが3日間アランデル城を訪れた。これに合わせ、当時の領主であった第13代ノーフォーク公爵ヘンリー・ハワードは城の改修を行なった。この際彼は祖父の11代公の時代に行われた工事成果のいくつかを覆した。それは、アランデル城が「暗く、寒く、親しみが持てない」と貴族たちに不評だったからである。ヘンリーは女王夫妻のために新しい宿泊施設を建て、そこを女王の肖像画やヴィクトリア時代の豪華な家具で装飾した。このように13代公は莫大な資金を投じて女王の滞在に備え、成功を収めた。
1846年12月1日、女王一行はアランデル市長のエドワード・ハワード＝ギボンをはじめとする町の要人に迎えられ、城内に造られた女王用の宿泊施設に滞在した。女王が訪問する城のほとんどすべての場所は、王室の基準に合わせて改装され、精巧に装飾されていた。ヴィクトリア女王は訪問の終わりに手紙を書き、訪問がいかに楽しかったかを述べ、「美しい」城と親しみやすい接待について言及している。現在ヴィクトリア女王が滞在した部屋は、一族の居住施設になっているが、彼女のために作られた寝室用の家具一式が展示されている。その中には彼女のベッドや夫妻の署名入りのゲストブックなどが含まれている。

## 1850年以降

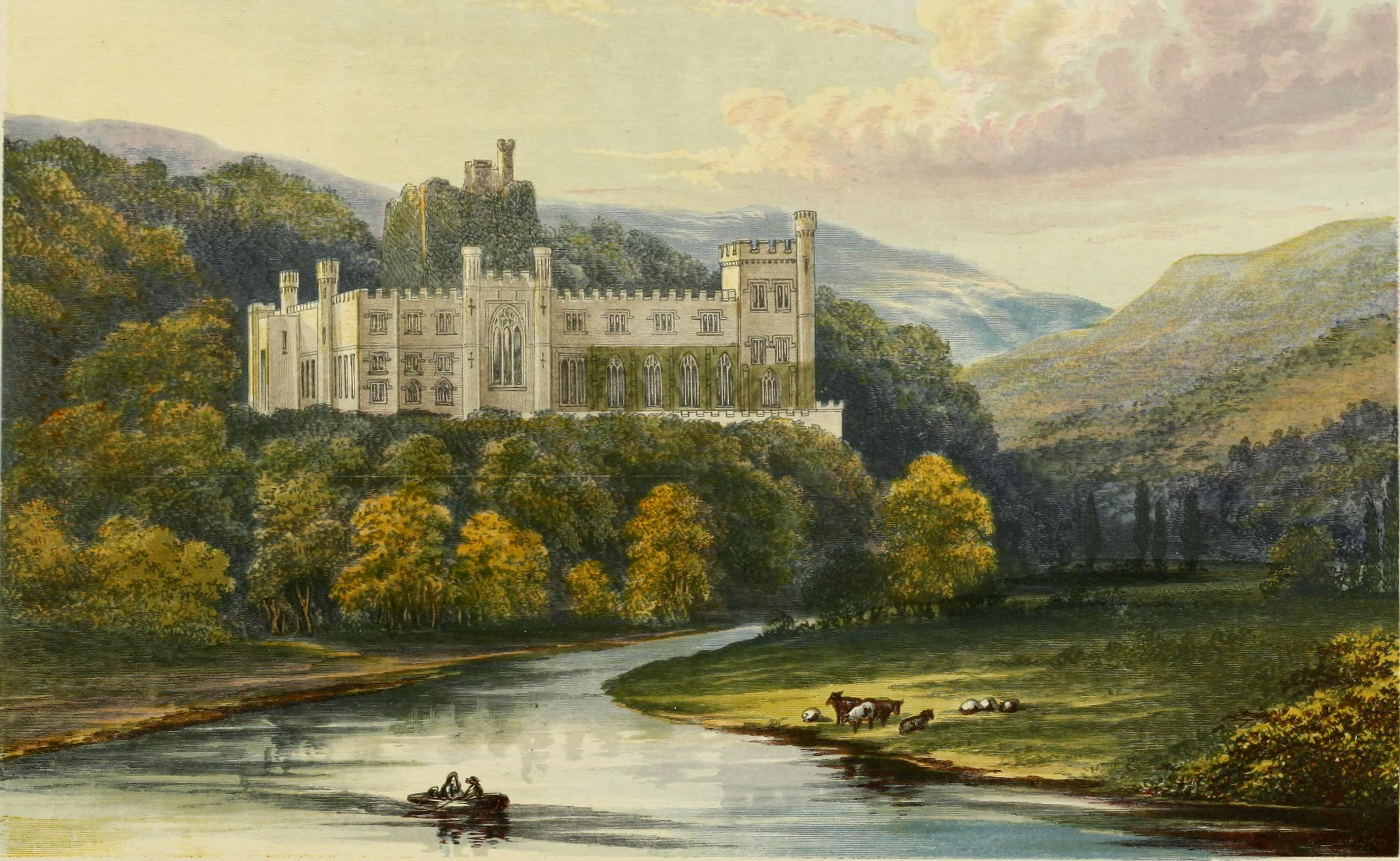
工事途中のアランデル城（1880年）

1846年の行幸が終わったのち、第14代ノーフォーク公爵ヘンリー・フィッツアラン＝ハワードは再び城の工事を始めた。工事は1900年まで続き、息子の第15代ノーフォーク公爵ヘンリー・フィッツアラン＝ハワードの時代に終わった。この工事により建築当初から残されてきた本丸も改築された。
第16代ノーフォーク公爵バーナード・フィッツアラン＝ハワードは城をナショナル・トラストに譲渡しようと考えたが、1975年に彼が亡くなった後に第17代ノーフォーク公爵マイルス・フィッツアラン＝ハワードがこの計画を覆した。その代わりに彼は独自の信託基金を作り、城の管理と修復を任せることにした。
現在、この城はノーフォーク公爵家の主要な居城となっており、公爵位はエドワード・フッツアラン＝ハワード（第18代ノーフォーク公爵）が引き継いでいる。城の大部分とその広大な敷地は一般公開されている。
広大な庭園は、主任庭師のマーティン・ダンカンとそのスタッフの努力により、2020年初頭までに大幅な改善を受けていた。園芸家であり景観デザイナーでもあるダンカンは、2009年から働いており、2018年にはキュー・ギルド・メダルを受賞した。雑誌カントリーライフ2020年4月号によると、庭師とボランティアは「大胆で革新的な植栽で驚異をもたらした」という。彼らの最新の取り組みにより、池の周りに野生の水庭ができ、2020年には訪問者に公開される予定だった。